# 탄허
탄허(呑虛 1913년 2월 20일(음력 1월 15일) ~ 1983년 6월 15일)는 대한민국의 승려이다. 본관은 경주, 법명은 택성(宅成:鐸聲), 법호는 탄허(呑虛), 속명(俗名)은 김금택(金金鐸), 속가의 호는 간산(艮山)이다.
탄허는 한학과 동양사상에 능통하였으며 화엄경을 비롯한 불교경전의 번역과 교육에 크게 이바지하였다. 그는 한 때 대표적인 학승으로 불리기도 하었으나, 그의 제자와 동료 및 연구자들은 그가 철저히 선(禪)에 기반하여 학문을 펼친 것에 주목하며 탄허선사로 인식한다. 그는 화엄적 관점에서 유불선(儒佛仙) 삼교의 회통을 기반으로 서양학문과 서양종교까지 회통하였다. 그는 국가와 세계, 지구의 미래에 대한 예지를 남겼다.

## 생애

### 출가 이전
탄허는 1913년 음력 1월 15일,  전북 김제 만경에서 유학자였지만 천도교 신자로 개종한 항일 독립운동가 율재(栗齋) 김홍규(金洪奎)의 차남으로 태어났다.
- 1918년 6세부터 1928년 16세까지 10여년간 부친과 조부(炳日), 그리고 향리의 선배들에게서 사서(四書)·삼경(三經)을 비롯한 유학(儒學)의 전 과정을 배웠다. 13세까지는 정읍의 증산교의 일파 차천자교(車天子敎)에 있는 서당에서 한문과 서예를 배웠다.

- 1919년부터 부친이 독립운동을 하다 체포수감되어 1924년까지 옥바라지를 하였다.

- 1929년 17세에는 충남 보령으로 옮겨 충청도 기호학파 면암 최익현의 재전(再傳) 제자인 이극종(李克宗)으로부터 사서삼경과 [예기(禮記)]·[춘추좌전(春秋左傳)]등 경서(經書)를 수학하였다.

- 1932년 즈음 노자(老子) 도덕경(道德經)과 장자(莊子)등 도가(道家)의 경전을 읽으면서‘도(道)란 무엇인가?’라는 의문을 갖기 시작하였다. 또 이 해 음력 8월 14일, 처음으로 방한암(漢岩)선사에게 서신을 보내 이후 출가하기까지 3년 동안 약 20여 통의 서신을 주고 받았다.

### 출가 이후
- 1934년 22세 때인 음력 9월 5일 오대산 상원사(上院寺)로 출가했다. 같은 해 음력 10월 15일(동안거 결제일)에 한암선사를 은사(恩師)로 구족계(具足戒)를 수지하였다. 이후 3년여간 묵언(默言) 수행하였다.

- 1936년 6월에 상원사는 선교(禪敎) 겸수(兼修)의 인재를 양성하기 위해 승려 연합수련소를 설치했는데, 탄허는 한암선사의 증명하여 중강으로서 금강경(金剛經), 대승기신론(大乘起信論), 범망경(梵網經) 등을 강의했다.

- 1939년 강원도 3본산 승려 연합 수련소와 선원의 고참 선객인 고암, 탄옹의 청에 의하여 화엄경과 화엄론의 강의가 개설되었다. 이 강의 역시 한암선사의 증명하에 탄허가 강의하였다. 11개월의 강의가 끝나자 한암은 탄허에게 <신화엄경합론>에 대하여 번역을 유촉하였다. 이에 탄허는 신화엄경합론(新華嚴經合論)(47권)을 비롯한 사교(四敎), 사집(四集), 사미(沙彌) 등 불교내전(佛敎內典) 총 14종, 70권의 불교경전을 현토(懸吐), 역해(譯解)하였다. 이는 후일 역경불사의 저본이 되었다.

- 1949년까지 출가 후 약 15년간 6.25가 일어나기 전까지 탄허는 월정사를 벗어나지 않은 채 한암선사를 모시고 선원에서 참선하였으며, 강원의 이력(履歷) 과정, 보조법어(普照法語), 육조단경(六祖壇經), 영가집(永嘉集), 전등록(傳燈錄)과 선문염송(禪門拈頌), 선어록(禪語錄) 등 주요경전을 사사(師事)하였다.

- 1951년 탄허의 나이 34세에 한암선사가 열반하였다.

- 1955년 탄허는 월정사(月精寺) 조실(祖室) 및 대한불교 강원도 종무원장에 추대되었다.

- 1956년 탄허는 불교와 사회전반에 걸쳐 인재를 양성하겠다는 이상하에 오대산 월정사에 대한불교 조계종 오대산 수도원을 설치했다. 같은해 가을부터 <신화엄경합론(新華嚴經合論)> 등에 대한 번역에 착수하였다.

- 1958년 영은사로 옮겨 2962년 10월까지 인재양성의 교육 불사를 이어갔다.

- 1962년 10월 월정사 주지 발령을 받고 월정사 방산굴에 거처했다.

- 1964년부터 1971년까지 동국대학교 대학선원원장을 역임했다.

- 1966년 조계종 초대 중앙역경원 원장에 추대되었다.

- 1967년 10년만에 <신화엄경합론(新華嚴經合論)> 번역 원고를 탈고하였다.

- 1969년 (57세) 대전 학하리에 자광사(慈光寺)를 창건하였다. 같은해에 오대산 월정사 대웅전을 중창하였다.

- 1972년 (60세) 화엄학 연구를 위하여 서울 낙원동에 화엄학연구소를 설립하였다. 61세인 3월부터 <신화엄경합론(新華嚴經合論)> 간행에 착수하였다. 청룡사(靑龍寺) 중창 사적비기를 썼다.

- 1975년 (63세) 동국학원(東國大學校) 이사에 취임하였다. <신화엄경합론> 총 47권을 간행하였다.

- 1977년 (65세) 월정사에서 <신화엄경합론> 간행을 기념으로, 제1회 화엄법회를 개최하였다. 전북 이리역 재난 이재민돕기 서예전의 수익금을 전액 희사하였다.

- 1978년 (66세) 인도 4대 불교성지를 참배했다. KBS TV에서 동행, 촬영하여 ‘불교문화의 원류를 찾아서’라는 제목으로 11회 방영하였다.

- 1983년 오대산 월정사 방산굴(方山窟)에서 세수(世壽) 71세, 법랍(法臘) 49세로 열반하였다.

이상은 다음과 같은 연보와 영상을 참조하였다.

### 수상, 서훈
- 1975년 <신화엄경합론> 간행 공로로 동아일보사 주최 제3회 인촌문화상과 대한불교 조계종 종정상을 수상하였다.
- 1985년 국민훈장이 추서되었다.

### 해외 활동
- 탄허는 일본 도쿄대학의 동양학 세미나에서 화엄학 특강을 했다.
- 탄허는  타이완 국립타이완대학교의 심포지엄에서 비교종교에 대한 특강을 했다.
- 탄허는 미국 1982년 9월 15일 미국에서 개최된 세계고승법회, 미국 홍법원 10주년 대법회에서 설법하였다.

## 저서
신화엄경합론 총 47권 (1975), 서장(書狀) , 도서(都序) , 절요(節要) , 선요(禪要) (1976), 능엄경(楞嚴經) , 금강경(金剛經) , 원각경(圓覺經), 기신론(起信論) 등 사교(四敎)와 <부처님이 계신다면> (1980), <현토 역해 주역선해(周易禪解)> , <현토 역해 도덕경선주(道德經選註)> (1982), <피안을 이끄는 사자후> (1997), <발심삼론(發心三論)> (2001), <동양사상(東洋思想)> 특강 CD 18장(교재1권 포함) (2002), <장자(莊子) 남화경(南華經)> 과 법문 CD (2004)

## 평가

### 회통의 학문
탄허는 불교 뿐 아니라 유불선을 회통한 것으로 유명하다. 난해한 노장사상에 대해서도 회통을 통하여 그 뜻을 드러내 지식인들에게 새로운 길을 제시하였다.
```
해방후 
함석헌
과 
양주동
은 탄허스님으로부터 
장자
 강의를 들었다고 전하는데, 양주동은 1주일간 장자 강의를 듣고 탄허에게 오체투지로 절까지 했다는 것으로 유명하다. 이후 
양주동
은 탄허를 가리켜 “장자가 다시 돌아와 제 책을 설해도 오대산 탄허를 당하지 못할 것”이라고 그 학문적 깊이에 탄복했다고 전해진다.
[
5
]
```

### 희망의 예지
탄허는 자신의 국가와 인류 세계에 대한 전망을 예언이 아닌 예지 내지 미래학이라 불렀다. 또한 스스로를 노스트라다무스 류의 예언가가 아니라 했다.
```
선과 교에 정통했을 뿐만 아니라, 사서삼경과 노장사상, 역사와 민족종교, 음양오행과 풍수지리 모두를 꿰뚫는 혜안을 갖춘 분이 있었다. 간산 탄허 스님이었다. 탄허 스님의 활동기가 1972년 10월 유신 이후 1976년 박정희 피살과 1980년 광주민주화 운동으로 이어지는 한국의 정치적 암흑기였기에 세인들은 스님의 가르침 가운데 특히 한반도의 미래에 대한 도참적 발언에서 희망을 찾으려 하였다. 탄허 스님은 증산교의 일파인 보천교의 강한 영향 아래서 성장하였고, 면암 최익현 계통에서 유학을 공부하였는데, 스님의 예지에서 보이는 '진한 민족주의적 정서'는 이에 기인한 것으로 생각된다. 한반도와 지구의 변화에 대한 스님의 도참적 발언들은 주로 김일부의 『정역』에 근거한 것으로 많은 내용들이 그대로 실현되었지만, 일어나지 않은 일들도 많이 있었다. 스님의 도참사상은 '미래에 대한 예언'이라기보다, 세계의 변방에서 정치적 암흑기에 신음하던 우리 사회의 구성원을 향해 던진 희망의 메시지였다고 생각된다. 탄허 스님의 예지는 요컨대 '선의 가득한 당위의 미래학'이라고 평가할 수 있을 것이다. -  출처: <탄허스님의 예지, 그 배경과 의의> - 김성철 (Sung Chul Kim). 한국불교학회. 2012.08
[
6
]
```

탄허는 대방등대집경 등에서 보이는 불교의 말세론을 현대적 의미로 재해석해 구체적으로 예견하기도 했다. 그는 향후 인류가 고난을 겪을지라도 그것은 성숙을 위한 것이라 하였고 한국인의 역할을 강조하였다.
```
가장 현실적이며 직법적인 예언으로 유명하기로는 이미 고인이 되신 불교계의 세계적인 석학이신 탄허스님을 빼 놓을 수없다. 스님은 여러 경로를 통해 우리 인류와 지구의 미래에 관해 언급하셨는데 특히 무엇보다도 주역의 원리에 의거해서 세계열강들의 관계와 미래상을 예측하셨으며 더불어 주되게 말씀하신 것이 그 이후의 세계상이다. 즉 자연재해와 핵으로 인해 전세계가 70% 정도의 타격을 입을 때 우리도 피해를 보나 우리 한국이 세계사의 주역으로서 우뚝 서게 될 것임을 강조하셨다.
[
7
]
```

## 정치 관련
탄허는 “최고의 지도자가 소인일 때는 그에 따라 10퍼센트의 극악질(아주 악질형) 관리가 등용되어, 10퍼센트의 극선질(아주 선한 부류)은 모두 암혈에 숨을 수밖에 없어 백성은 도탄에 빠지게 된다”고 경고하기도 했다.
1979년 늦은 봄 대학 여교수가 지인의 소개로 박정희 대통령과 혼담을 어떻게 해야 하는지 질문을 하였고, 스님은 부정적인 의견을 제시하였다.
1979년 10월 26일이 지나서 정승화 육군참모총장과의 전화 통화를 원했고, 12월 12일이 지나서는 자격이 없다며 부탁을 거절 하였다.
1982년 대통령 전두환의 아호(雅號)를 일해(日海)라고 지었다.
1983년 스님의 통일 예언에서 월악산 자락에 달빛이 비칠 수 있는 호수인 충주호를 만들기 시작한다.

## 기타
탄허 김금택은 22살, 1934년부터 새벽 2시가 되면 어김없이 일어나 반드시 참선을 하고 경전을 읽었다고 한다. 이를 입적하기 전까지 49년간 한결같이 했으며, 한암선사에게 정식으로 승려가 되겠다고 삭발을 하는데, 선사로부터 ‘삼킬 탄(呑)’ ‘빌 허(虛)’라는 법명 ‘탄허’를 하사받았다.
특히 탄허는 스승은 제자에게 “지식이 있는 자는 경을 배워 중생에게 이익을 주도록 해야 이 세상 업보도 갚는 것”이라며 경전의 중요성을 강조했다. 이미 가문의 중매로 16세에 결혼해 자식을 뒀던 탄허는 만 21세에 출가하였는데 승려가 되기 전 인물 탄허는 학문에 대한 열정이 남달랐다고 한다.
책이 없어 《주역(周易)》을 공부하지 못하다가 처가에서 소를 팔아 《주역》을 사주자, 집에 돌아오지 않아 글방을 방문해 보니 흡사 미친 듯 춤을 추며 큰소리로 책을 읽고 있었다. 그것을 보고 처자불고(妻子不顧) 가사불고(家事不顧)를 하지 않겠느냐고 포기했다고 한다. 탄허는 당시 《주역》을 손에 들고 500독(讀) 하였다고 전한다. (탄허 대종사 연보 32∼33쪽, 만 17세의 일화 중에서 참조)

## 같이 보기
- 율재(栗齋) 김홍규
- 영은사
- 일소굴
- 일소대

## 참고 영상
- 탄허스님 다비식 - 옛날티브이